# گاودانه علیرضا
گاودانه علیرضا، روستایی است از توابع بخش مرکزی شهرستان کهگیلویه در استان کهگیلویه و بویراحمد ایران.

## جمعیت
این روستا در دهستان دشمن‌زیاری قرار داشته و براساس آخرین سرشماری مرکز آمار ایران که در سال ۱۳۸۵ صورت گرفته، جمعیت آن ۱۹۸ نفر (۳۲ خانوار) بوده‌است.